# As-Sàlih Ismaïl (aiúbida)
Al-Màlik as-Sàlih Imad-ad-Din Ismaïl ibn al-Màlik al-Àdil —àrab: الصالح إسماعيل, aṣ-Ṣāliḥ Ismāʾīl—, conegut com a as-Sàlih Ismaïl o as-Sàlih Imad-ad-Din, (c. 1203-1251) va ser el soldà aiúbida de Damasc l'any 1237 i més tard del 1239 al 1245.
Era un dels diversos fills d'al-Àdil i va rebre del seu pare els governs de Bosra i Sawad (a l'est del llac Tiberíades). Sota el seu germà al-Muàddham ibn al-Àdil (1218-1227) va conservar els governs fins al 1225, quan fou deposat i enviat a Damasc, segurament per haver participat en el complot del magnat local Ibn en el-Kaki. El 1227 va morir el seu germà, va recuperar el govern de Bosra i Sawad com a vassall d'an-Nàssir Dawud (1227-1229) fill i successor d'al-Muàddham. Dawud va perdre Damasc per l'acció conjunta d'al-Àixraf ibn al-Àdil (1229-1237) i el germà d'aquest al-Kàmil ibn al-Àdil, els dos germans d'al-Sàlih Ismaïl, que fou confirmat als seus governs (maig/juny de 1229). El mateix any fou enviat per al-Kamil per conquerir Hamat per donar-la a al-Mudhàffar Sulayman i va dirigir el contingent que va conquerir Baalbeck per a al-Àixraf ibn al-Àdil. En alguns moments va governar Damasc com a lloctinent d'al-Àixraf ibn al-Àdil (i és citat l'estiu del 1231); va prendre part a la campanya contra el sultanat de Rum del 1233/1234. A la mort d'al-Àixraf l'agost de 1237, que no deixava fills, va esdevenir governador de Damasc, governant també a Baalbek i sent reconegut per al-Mujàhid Shirkuh ibn al-Qàhir d'Homs (1186-1240) i per an-Nàssir Yússuf ibn al-Aziz d'Alep (1236-1260).
Uns mesos després, al febrer de 1238, deixava Damasc al seu germà al-Kamil, podent conservar Baalbek, al-Bika, Bosra i Sawad. Al-Kamil va morir poc després el març de 1238 i en circumstàncies complicades Salih va recuperar Damasc (setembre de 1239). Per mantenir-se enfront d'as-Sàlih Ayyub, al que va arrabassar Damasc, que aleshores era sultà d'Egipte, va fer aliances amb Alep, Karak i Rum i amb bandes de corasmis, i fins i tot amb els francs als que va oferir Jerusalem, Sidó i el castell de Belfort. El 1243 va ajustar la pau amb as-Sàlih Ayyub però no fou de gaire durada. Llavors Ismaïl va formar una coalició amb els francs que fou derrotada pels mercenaris corasmis d'Ayyub entre Gaza i Ascaló l'octubre de 1244 (Batalla de la Forbie). Assetjada Damasc, Ayyub hi va entrar l'octubre de 1245. El 1246 va Ismaïl va perdre també Baalbek i Bosra i es va haver de refugiar a Alep el governant de la qual, an-Nàssir Yússuf ibn al-Aziz, li va oferir protecció.
Ayyub va morir el 1249 i el seu fill i successor Turan-Xah ibn as-Sàlih Ayyub el 1250, els mamelucs van establir el seu règim a Egipte. Ism aïl va participar en l'expedició que pretenia recuperar el control, però les forces sirianes, manades per an-Nàssir Yússuf ibn al-Aziz d'Alep, foren derrotades a Kura el febrer del 1251. Ismaïl fou fet presoner sent executat el 19 de febrer al cementiri de Karafa al Caire.